# Els Omells de na Gaia
Els Omells de na Gaia (spanisch Omélls de Nagaya) ist eine katalanische Gemeinde (Municipio) mit 121 Einwohnern (Stand: 2024) in der Provinz Lleida im Nordosten Spaniens. Sie ist Teil der Comarca Urgell. 

## Lage
Els Omells de na Gaia liegt etwa 53 Kilometer ostsüdöstlich von Lleida in einer Höhe von ca. 560 m. 

## Einwohnerentwicklung
| 1900 | 1930 | 1950 | 1970 | 1981 | 1991 | 2001 | 2011 | 2021 |
| ---- | ---- | ---- | ---- | ---- | ---- | ---- | ---- | ---- |
| 641  | 624  | 481  | 276  | 178  | 152  | 148  | 146  | 127  |

## Sehenswürdigkeiten
- Reste der Burganlage

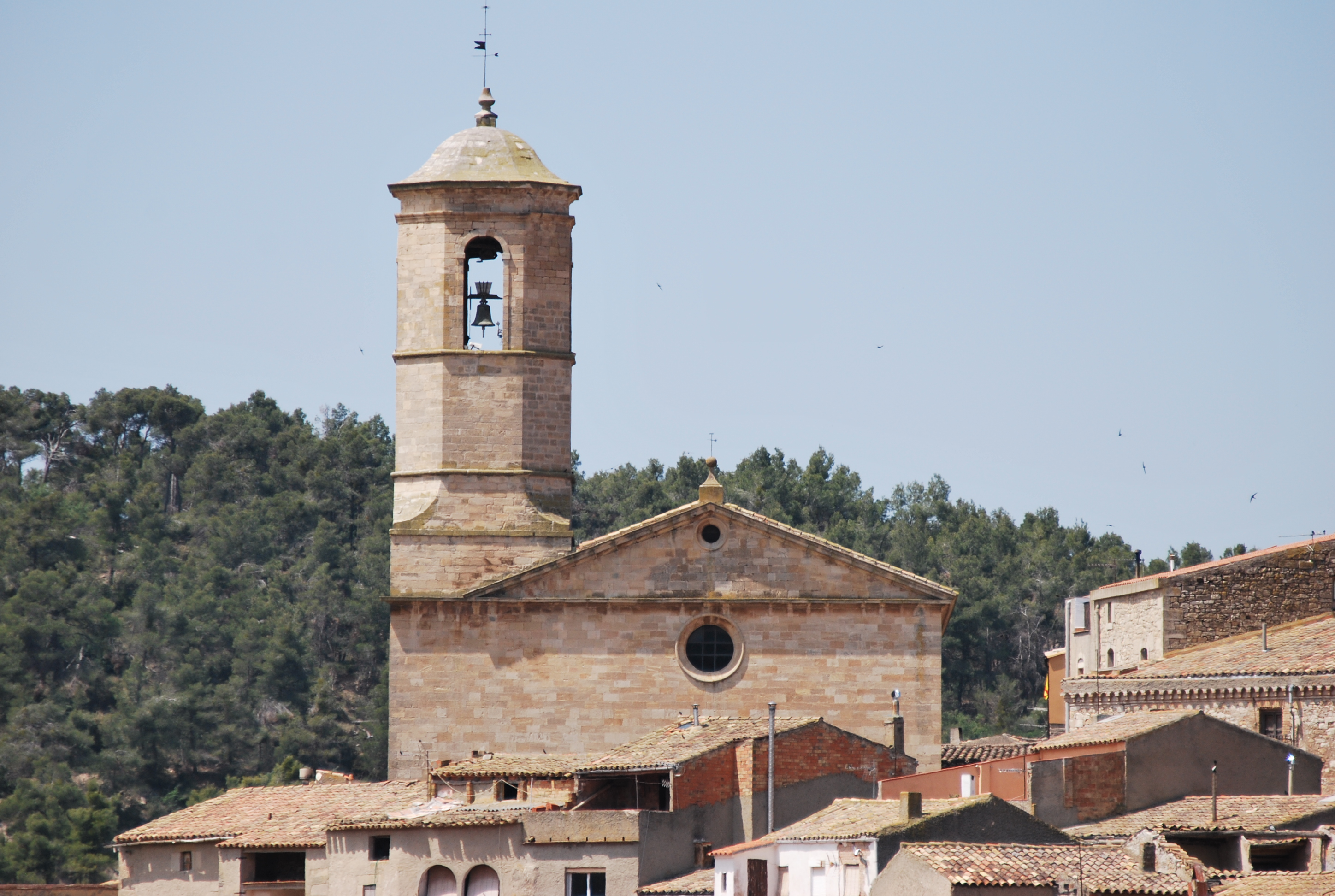
Marienkirche

- Marienkirche